# یانگزویل (نیومکزیکو)
یانگزویل (به انگلیسی: Youngsville) یک منطقهٔ مسکونی در ایالات متحده آمریکا است که در شهرستان ریو آریبا، نیومکزیکو واقع شده‌است. یانگزویل ۵۶ نفر جمعیت دارد و ۲٬۰۹۱٫۸۷ متر بالاتر از سطح دریا واقع شده‌است.